# 日本原住民論
日本原住民論（にほんげんじゅうみんろん）
1. 歴史小説家八切止夫が定義する「日本原住民」をキーワードとした一連の「八切史観」のこと。
2. 上記の八切史観を換骨奪胎した日本の新左翼の史観のこと。1・2を合わせて本項にて記す。

## 八切史観
八切止夫は、これまでの歴史の常識を覆す様々な説を唱えていた。「日本原住民論」もその一つで、端的にいえば「大和朝廷は外来政権であり、それ以前に存在していた先住民族の末裔が部落民やサンカである」というものであった。
ただ八切史観では、これらの「原住民」は、長い歴史を通じて皇統のいずれかに繋がっており、皇室こそが原住民統合のシンボルであると想定していた。そのため、八切本人は左翼思想の持ち主というわけではなかった。

## 新左翼史観
ところが、この「日本原住民論」は、八切本人の与り知らぬところで、日本の新左翼に利用されることになった。
潜伏中の共産主義者同盟赤軍派幹部・梅内恒夫は、八切の日本原住民論に触発され、「共産主義者同盟赤軍派より日帝打倒を志すすべての人々へ」を発表した。ここに初めて「日帝打倒」の根拠が「明治以降の大日本帝国の悪行」から「日本建国時の原住民迫害」に大きくシフトすることになった。窮民革命論を唱えた太田竜も、八切を「真の人民的歴史家」と絶賛した。
こうして新左翼の活動家は「日本先住民の復権」を掲げる独自の史観を確立していった。その特徴は「大和朝廷に滅ぼされた幻の地方政権」を称揚することで、「天皇制の相対化」を図るというものであった。この史観に触発された加藤三郎やその他ノンセクト・ラジカル活動家による反日テロ事件も発生している。そして「記紀以前の歴史を伝える」とされる古史古伝に関心を持つようになった。
そして、新左翼活動家の中には偽史にのめり込み、1980年代のオカルトブームを巻き起こすことに一役買ったものもあった。「東日流外三郡誌」が当時、一世を風靡したのは決して偶然ではない。研究家の原田実によると、オウム真理教もこの風潮で台頭した一種の偽史運動であり、国家転覆をも企てた背景には、これらのイデオロギーが影響しているとしている。
また日本原住民論の提唱者であった新左翼の活動家らの思想自体もしだいに変容していき、晩年の太田は皇国史観や陰謀論に傾倒し、本論をレプティリアン陰謀論に結びつけていた。

## 歴史解釈
新左翼史観も基本的には八切の歴史解釈を援用しているため、個々の歴史的出来事に関する解釈は両者ともあまり差異はない。新左翼史観の特異点は、八切流歴史解釈を反日亡国論を理論付ける政治的イデオロギーとして活用しているところにある。そのため八切流歴史解釈が新左翼史観に合わない場合、意図的に無視したり、改変したりしている。
アイヌ民族の出自
八切史観ではアイヌ民族を太古から北海道にのみ居住する民族とし、「日本原住民」とは別の扱いにしている。しかし新左翼史観ではアイヌ民族も「日本原住民」を構成する民族とし、アイヌ民族を「奴隷化」した「日本の悪行」を糾弾する根拠としている。
皇室の出自
日本の皇室が君主として歴史に登場した年代については両者の見解に差があるが、皇室の出自は「日本原住民」から出たのではなく、騎馬民族征服王朝説に基づき、大陸からの渡来人出身としているのは両者とも共通している。これを理由に、新左翼は天皇の君主としての正統性を否定する根拠としている。
藤原氏の出自と律令制
「白村江の戦いで倭国は敗れ、郭務悰率いる唐軍の進駐を許す破目になった。唐軍は大海人を担いで傀儡政権を樹立、旧支配層を一掃した。これが壬申の乱である。「進駐軍」はそのまま居座り続け、「傀儡政権」の支配層として君臨することになった。彼らは「公家」と自称した。藤原氏の出自は「唐進駐軍」の司令官に他ならない。藤原氏はこれらの事実を隠蔽するために、彼らの本来の母語である中国語（漢文）で「日本書紀」を編纂し、歴史を歪曲した。そして「宗主国」唐の律令制を直輸入し、急速に中国化を進めていった。」という解釈をしている。「そもそも日本書紀は純粋な漢文で書かれていない」「唐軍が日本に来た形跡がない」など、多くの矛盾があり、自分たちを正当化するための方便にすぎない。

## 八切・新左翼史観以外の日本の先住民についての議論
部落の起源論争
騎馬民族征服王朝説
後に八切・新左翼史観における日本原住民論に発展した。
原日本人説・固有日本人説
コロボックル説
石器時代人（縄文人）は現在のアイヌ民族や大和民族とは関係がなく、アイヌ民族や大和民族が日本に到来する以前にそれとは別種の異なる文化を持った原住民がいたとし、それをアイヌの伝承にあるコロポックルに同定する説。エドワード・S・モースのプレ・アイヌ説を発展させたもので坪井正五郎が主張し、石器時代人＝アイヌ説を主張した白井光太郎や小金井良精らとどちらが大和民族到来以前の日本の原住民なのか激しい論争になった（アイヌ・コロボックル論争）。現在では北海道以北の縄文文化が続縄文文化や擦文文化などのいくつもの過程を経てアイヌ文化が成立したという説が主流で石器時代人＝アイヌ説ともども顧みられることはなく、また後の八切史観とは関係はない。
山人論
柳田國男はサンカ（山人・山男）を古代の日本の先住民の生き残りと主張した。
二重構造モデル
八切史観や新左翼史観は騎馬民族征服王朝説を元にしており、二重構造モデルとは異なる。
琉球人先住民族論

## 関連作品
- アイアンキング

1972年（昭和47年）10月8日から1973年（昭和48年）4月8日にわたってTBSで毎週日曜日19：00 - 19：30に放送された特撮テレビ番組。脚本・佐々木守。第一部で敵として、古代にヤマト王権に征服され、その後、地下組織化した日本原住民の「不知火族」が日本国政府に反攻、それをヒーローの「アイアンキング」が鎮圧するという設定である。
- 三日月情話

東海テレビ制作・フジテレビ系列で、1976年4月5日～5月21日に放送された昼ドラマ。脚本・佐々木守。浦島伝説と本論を組み合わせて解釈したドラマ。
また、佐々木守には本作を子供向けにリライトした「竜宮城はどこですか」と言う著書もある。
- ウルトラマン 怪獣聖書

没企画となったウルトラシリーズの映画作品。脚本は佐々木守。
- ズッコケ三人組

地下組織化した日本原住民が登場するエピソードがある。ズッコケ中年三人組で後日談が語られる。